# HD 126128
HD 126128，又名BD+09 2882，SAO 、HR 5385，是一颗恒星，视星等为6.86，位于銀經356.56，銀緯61.33，其B1900.0坐标为赤經14h 18m 27.5s，赤緯+8° 61.33′ 0″。